# Jackal
Jackal ("schakal" på engelska, men är även en referens till Dr. Jekyll) är en fiktiv seriefigur i Spindelmannen.

## Historia
Jackal är Dr. Miles Warren, Peter Parkers gamle biologilärare på universitetet. Warren förälskade sig i en annan av sina studenter, nämligen Peters flickvän Gwen. När hon dödades av Green Goblin, då brast allt för Warren. I sin sorg, bestämde han sig för att utnyttja prover tagna på Gwen för att skapa en klon av sin drömkvinna. Men han blev upptäckt i sina experiment av sin kollega Anthony Sykes och i rädslan för att bli upptäckt, dödade Warren honom.
Warren ansåg däremot att han inte var en människa som begick mord utan skapade sitt alter ego Jackal för att skylla allt ont han gjorde på sin andra identitet. När han lyckats skapa en ny Gwen Stacy, då använde han henne för att locka på Spindelmannen för att döda honom på samma sätt som han trodde att Spindelmannen hade dödat Gwen. Försöket misslyckades för honom, men Jackal lyckades ändå få Spindelmannen att offra sig för klonen och därigenom kunde Jackal fånga Spindelmannen och skapa en klon av denne. Spindelmannen var sedan tvungen att kämpa mot sin klon. I denna strid besegras den riktige Spindelmannen av klonen, men även Warren strök med, men det var något han redan förutsett…
Jackal skulle komma tillbaka, men nu som en klon till Warren. Ondskefullare än någonsin, hjälpte han till att avslöja att Peter egentligen var en klon och att Ben Reilly var den riktige Spindelmannen. Som om inte det var nog, hade han skapat flera kloner av Spindelmannen än man har fingrar och tår (tycktes det). Ondskefullast var den som kallade sig Kaine och begick ett flertal mord som Peter kom att anklagas för. Också klonen av Gwen Stacy återkom, och i en stor final (där Jackal kämpade mot de båda Spindelmännen) dödades Jackal av Gwen-klonen.

## Vapen
Nervgas bomber, förgiftade klor, kloner.

## Krafter
Inga kända krafter, har samma styrka som hos en vanlig människa som utför regelbunden träning, dock specialiserad på att skapa kloner.